# Sesheshet

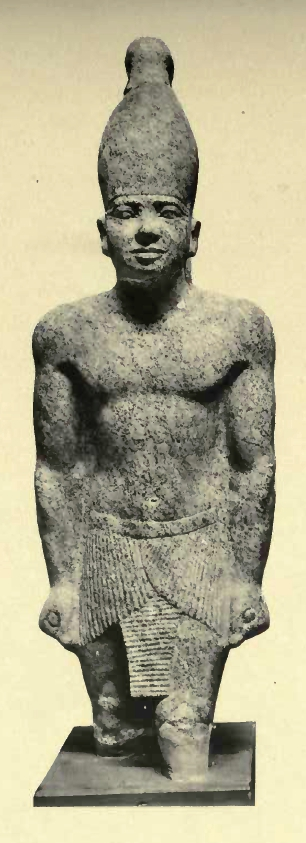
Statua di Teti, rinvenuta presso la sua piramide a Saqqara. Museo egizio del Cairo (JE 39103).

Sesheshet (nota anche come Sesh) (fl. XXIV secolo a.C.) è stata una regina egizia della VI dinastia, madre del faraone Teti (ca. 2345 - 2333 a.C.). Sesheshet ebbe un ruolo fondamentale nell'ascesa del figlio al trono e nella riconciliazione delle due fazioni della famiglia reale in dissidio.
Nel 2008 è stata scoperta quella che potrebbe essere la sua piramide.

## Famiglia
Sesheshet fu nonna dell'importante faraone Pepi I, che regnò per mezzo secolo. La regina Iput I, sposa di Teti, era invece una figlia di Unis, ultimo sovrano della V dinastia. La dinastia che ebbe inizio con Teti è considerata parte dell'Antico Regno (in una moderna suddivisione della plurimillenaria storia egizia). Non vi fu una particolare rottura nella linea di successione, né una spostamento della capitale, anche se significativi mutamenti culturali hanno portato gli antichi studiosi greci (Manetone)  a dividere la storia egizia in dinastie, e gli studiosi moderni a suddividerla a loro volta in periodi quali l'Antico Regno (ca. 2680 - 2180 a.C.). 
Fino alla recente scoperta della sua piramide, si conoscevano scarsi documenti della vita della regina Sesheshet. I suoi possedimenti sono menzionati nella tomba del visir Senedjemib Mehi, attivo agli inizi della VI dinastia, e Sesheshet vi compare con il titolo di "Madre del re". Inoltre, è rapidamente nominata come madre di Teti in una ricetta per la cura della calvizie nel Papiro Ebers. 

### Le nipoti omonime
Teti chiamò 9 delle proprie figlie con il nome di Sesheshet, in onore della regina madre:
- Sesheshet-Uaatetkhethor[5].
- Sesheshet-Idut[5].
- Sesheshet-Nubkhetnebti[6].
- Sesheshet-Sathor[7].
- Sesheshet-Sheshit[8].
- Sesheshet-Sheshti[9].
- Sesheshet-Merut[10].
- Sesheshet, moglie di Remni[11].
- Sesheshet, moglie di Pepiankh[12].

## Scoperta della piramide di Sesheshet

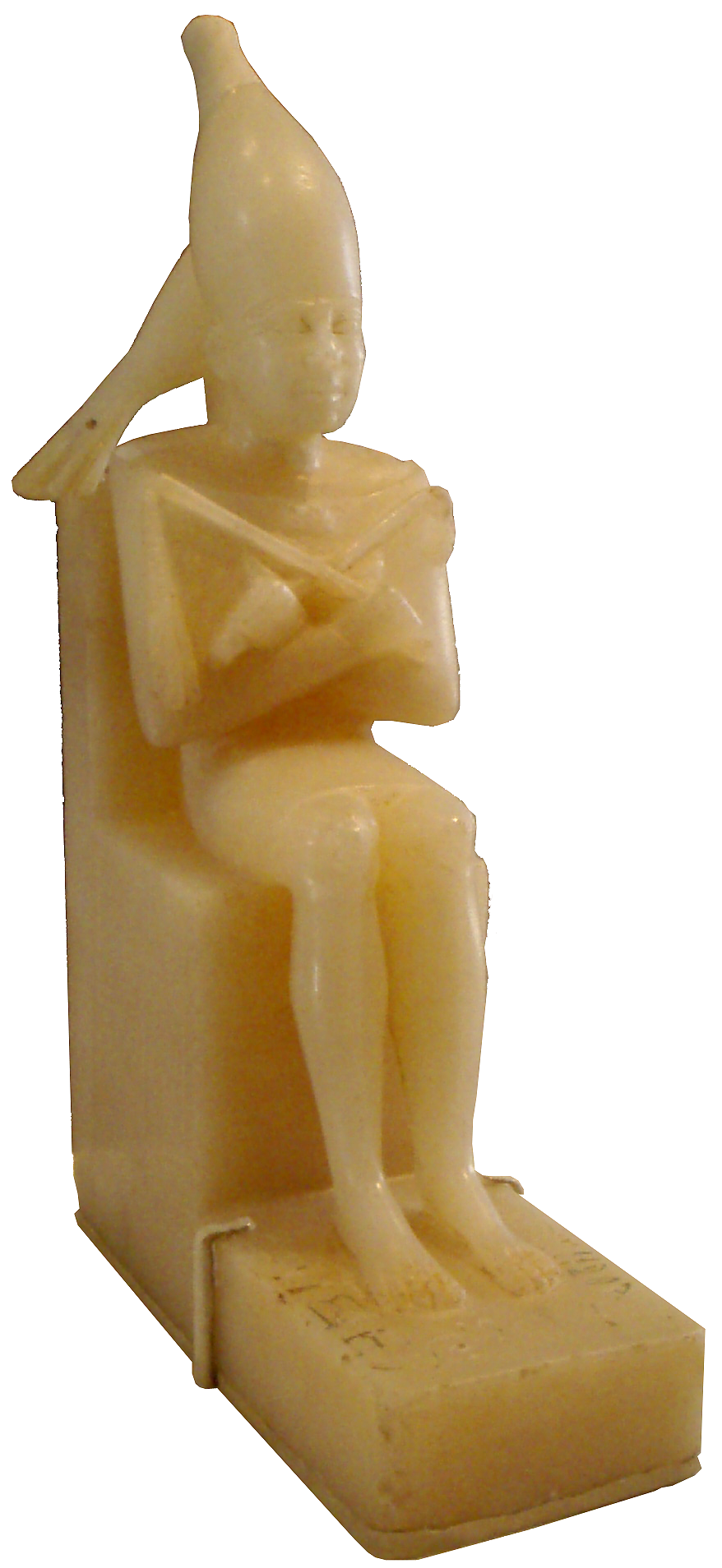
Statuetta in alabastro del faraone Pepi I, di cui Sesheshet fu la nonna. Brooklyn Museum, New York.

L'8 novembre 2008, l'archeologo-capo Zahi Hawass, segretario del Supremo Concilio per le Antichità (SCA), ha annunciato la scoperta della tomba in cui fu inumata la regina Sesheshet: una piramide antica di 4300 anni, priva della cima e alta 5 metri, a Saqqara. Hawass dichiarò che si tratterebbe della piramide sussidiaria più completa finora scoperta. Tale tomba è la centodiciottesima delle antiche piramidi scoperte in Egitto. 
La squadra di archeologi di Zahi Hawass cominciò gli scavi nel sito nel 2006. La piramide fu portata alla luce nelle settembre del 2008, con la liberazione della struttura dalla sabbia. La costruzione era originariamente alta 14 metri, con ciascun lato lungo 22 metri. Alta, un tempo, ben cinque piani, è stata rilevata sotto 7 metri di sabbia insieme a una cappelletta e a pareti di mattoni di fango risalenti a epoche successive. È la terza delle piramidi sussidiarie a quella, originariamente ben più maestosa, di re Teti finora scoperte. La piramide di Sesheshet si trova accanto a due altre piramidi, appartenenti a due mogli del faraone Unis: Nebet e Khenut.

### Mummia
Gli archeologici penetrarono nella piramide l'8 gennaio 2009. I resti di quella è ritenuta la mummia di Sesheshet, avvolti in tessuti, sono stati individuati nel sarcofago, all'interno di una camera lunga 22 metri e larga 4. Benché il nome della regina non sia stato trovato da nessuna parte, vari indizi portano a credere che si tratti dei resti della mare di re Teti. Hawass ha dichiarato: 
(Zahi Hawass)
Inoltre, ha continuato Hawass, sembra che il sarcofago sia stato profanato. Gli antichi razziatori di tombe asportarono gli oggetti preziosi all'interno del feretro, lasciando solamente il corpo, alcune ceramiche e anelli d'oro alle dita della salma.